# О. Що. Весело.
О. Що. Весело. (англ. Oh. What. Fun.) — прийдешня американський різдвяний комедійний фільм режисера Майкла Шоуолтера, сценарій до якого написали Чандлер Бейкер і Майкл Шоуолтер. У ролях: Мішель Пфайффер, Хлоя Грейс Морец, Даніель Брукс, Деніс Лірі, Домінік Сесса, Гавана Роуз Лью, Мод Апатоу, Девері Джейкобс, Джейсон Шварцман, Єва Лонгорія та Джоан Чен.
Вихід заплановано на 3 грудня 2025 року.

## Синопсис
Клер Клаустер щороку створює різдвяну магію для своєї родини, але її діти та онуки не усвідомлюють, яких зусиль це вимагає, доки вона не зникає.

## У ролях
| Актор            | Роль          |
| ---------------- | ------------- |
| Мішель Пфайффер  | Клер Клаустер |
| Фелісіті Джонс   |               |
| Хлоя Грейс Морец |               |
| Даніель Брукс    |               |
| Деніс Лірі       |               |
| Домінік Сесса    |               |
| Гавана Роуз Лю   |               |
| Мод Апатоу       |               |
| Девері Джейкобс  |               |
| Джейсон Шварцман |               |
| Єва Лонгорія     |               |
| Джоан Чень       |               |

## Виробництво
Фільм продюсовано студією Amazon MGM Studios, а режисером виступив Майкл Шоуолтер. Сценарій заснований на оповіданні Чандлера Бейкера, опублікованому видавництвом Amazon Original Stories. Шоуолтер і Бейкер написали сценарій до фільму. Бейкер є виконавчим продюсером. Серед продюсерів проєкту: Шоуолтер і Джордана Моллік з Semi-Formal Productions, Беррі Велш і Джейн Розенталь з Tribeca Productions, а також Кейт Черчилль. Мішель Пфайффер отримала головну роль у березні 2024 року. Хлоя Грейс Морец, Домінік Сесса, Фелісіті Джонс та Деніс Лірі приєдналися до акторського складу у квітні 2024 року. У травні до акторського складу фільму приєдналися Джейсон Шварцман, Єва Лонгорія, Джоан Чен, Девері Джейкобс, Гавана Роуз Лью, Даніель Брукс та Мод Апатоу. Основні зйомки розпочалися 1 травня 2024 року в Атланті, штат Джорджія, а завершилися 1 липня.